# Лесце
Лесце (словен. Lesce; произношение: lɛˈstsɛ) — город в общине Радовлица в Словении. Промышленный и туристический центр.

## Краткие сведения
Один из древнейших населённых пунктов региона, впервые упомянутый в 1004 году наряду с Бледом и Бохинью. В центре Старого города находится трёхнефная церковь, посвящённая Вознесению Девы Марии — первоначально готическая постройка, украшенная снаружи фресками, но перестроенная в XVII веке в барочном стиле. Купол храма украшен фресками Фраца Еловшека.
В городе расположен Аэропорт Лесце. Здесь живут знаменитые летающие лыжники Винко Богатай и Франци Петек.
Местный футбольный клуб «НК Шобец Лесце» (словен. NK Šobec Lesce) выступает в третьем дивизионе. Домашний стадион команды — многоцелевая площадка «На Жаги» (словен. Na Žagi), вмещающая 800 зрителей, в том числе 45 сидячих.